# Unimai
Unimai é um ilhéu do atol de Nui da nação de Tuvalu.